# François Hubert de Jouslard
Pour les articles homonymes, voir Jouslard.
François Hubert de Jouslard, né le 25 août 1816 à Ardin et mort à Rome le 22 juin 1849, est un officier français.

## Biographie
Après des études préparatoires à Poitiers puis au Lycée Louis-le-Grand, il entre à l'École polytechnique 22 octobre 1836). Lieutenant dans le Génie (1838), il sert en Algérie et se fait remarquer dans des combats à Médéah (1842) et dans la plaine de Mitidja à Beni Mered où il est chargé d'établir, pour lutter contre Ahmed Ben Salem, le village fortifié qui prendra le nom de Blidah.
Il mène diverses missions en Algérie puis rentre en France où il est promu capitaine.
Nommé à Toulon pour diriger la construction des fortifications de la ville, il s'engage en 1849 dans le Corps expéditionnaire de la Méditerranée participant au siège de Rome lors duquel il est tué,.
Dans le roman de Jules Verne Le Siège de Rome où il est cité au chapitre III, les personnages d'Annibal et Henri servent sous ses ordres.